# Physetopoda rameli
Physetopoda rameli is een vliesvleugelig insect uit de familie van de mierwespen (Mutillidae). De wetenschappelijke naam van de soort is voor het eerst geldig gepubliceerd in 2009 door Pagliano.